# Schaefferiana
Schaefferiana är ett släkte av fjärilar. Schaefferiana ingår i familjen rotfjärilar.
Kladogram enligt Catalogue of Life:
| Schaefferiana | \| \| Schaefferiana epigramma \| \| \| \| \| \| Schaefferiana simplex \| \| \| \| |
|               | \| \| Schaefferiana epigramma \| \| \| \| \| \| Schaefferiana simplex \| \| \| \| |
|               | Schaefferiana epigramma                                                           |
|               |                                                                                   |
|               | Schaefferiana simplex                                                             |
|               |                                                                                   |